# Burg Auchtbühl
Die Burg Auchtbühl ist eine abgegangene Spornburg auf einem flachen Bergsporn bei 691,4 m ü. NN in einer Donauschlinge 650 Meter südöstlich von Neidingen, einem Ortsteil der Gemeinde Beuron im Landkreis Sigmaringen in Baden-Württemberg.

## Geschichte
Die Burg wurde spätestens während des 13. Jahrhunderts erbaut, und schon 1497 zusammen mit der Schauenburg als Burgstall („das burgstall enhalb [= jenseits, d. h. gegenüber der Schauenburg] der Thonow“) im Besitz der Herren von Hausen erwähnt.
Die ehemalige Burganlage verfügte über eine Gesamtfläche von 4600 Quadratmeter mit einer Kernburg von 800 Quadratmeter. Der heutige Burgstall zeigt  nur noch Wallreste und zwei Gräben.

## Literatur

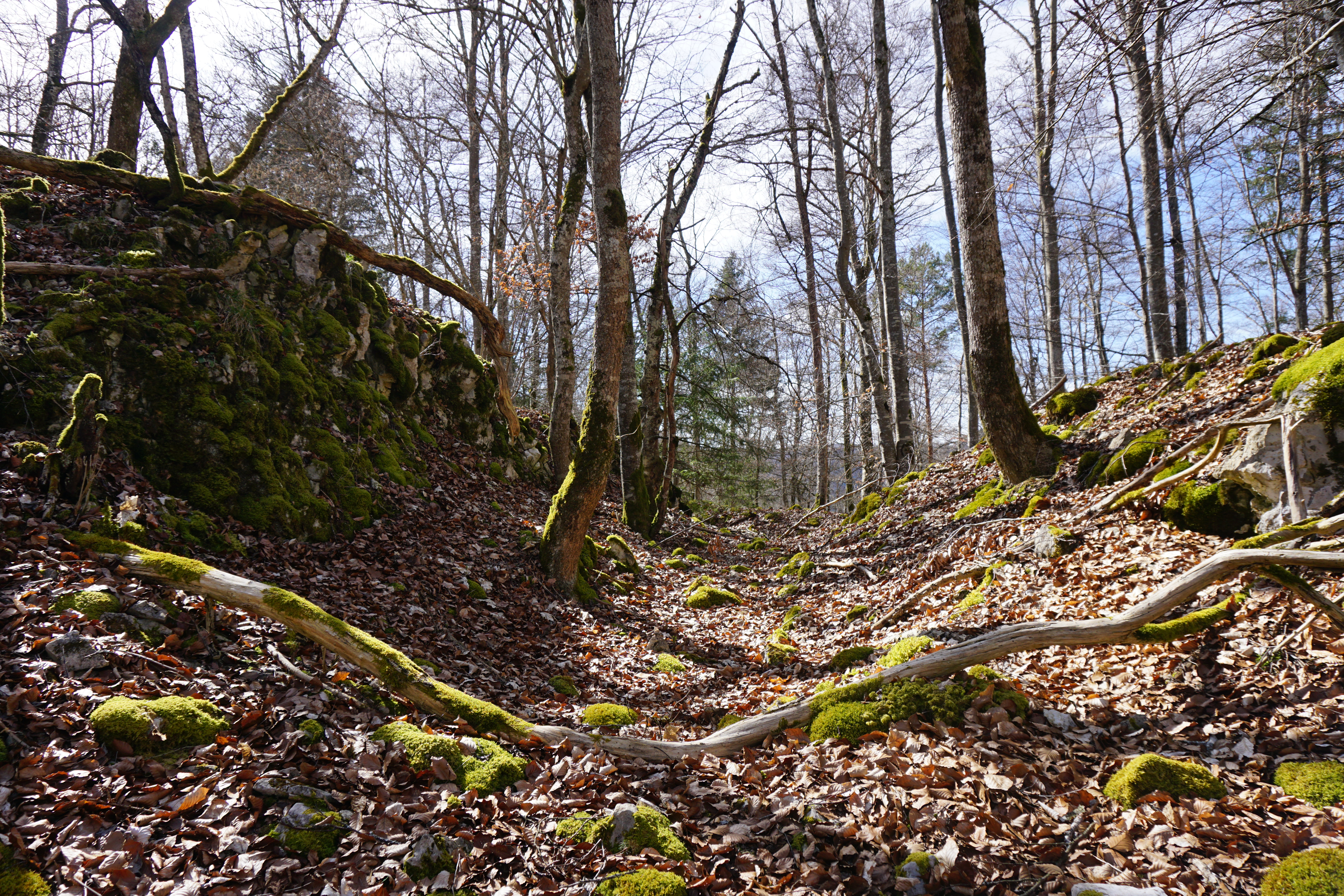
Nördlicher Burggraben

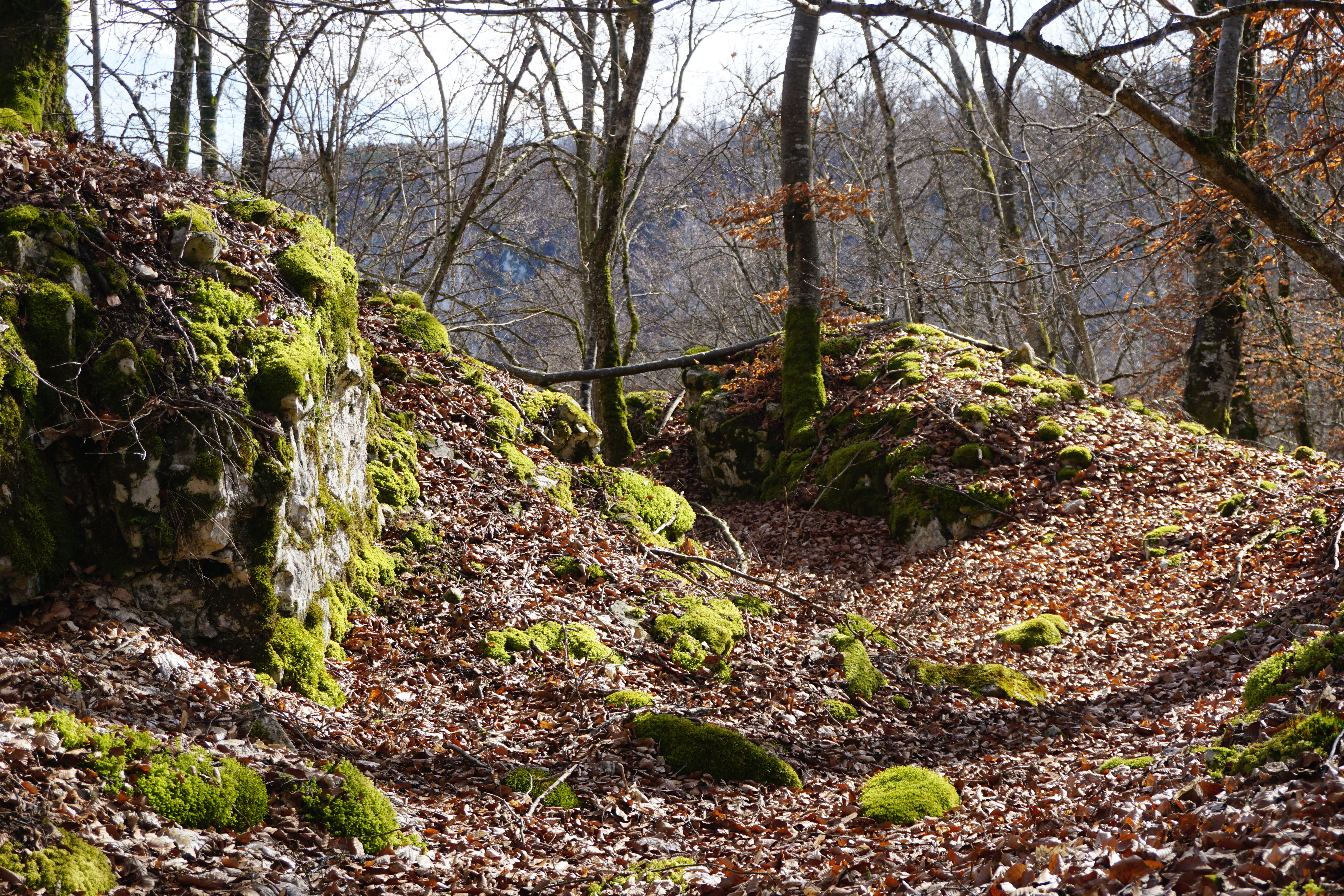
Südlicher Burggraben